# USS Ellyson (DD-454)
USS Ellyson (DD-454/DMS-19) là một tàu khu trục lớp Gleaves được Hải quân Hoa Kỳ chế tạo trong Chiến tranh Thế giới thứ hai. Nó đã tham gia suốt Thế Chiến II, cải biến thành một tàu quét mìn cao tốc với ký hiệu lườn DMS-19, sống sót qua cuộc xung đột, chuyển giao cho Nhật Bản năm 1954 như là chiếc JDS Asakaze (DD-181) và tiếp tục phục vụ cho đến năm 1970. Nó là chiếc tàu chiến duy nhất của Hải quân Hoa Kỳ được đặt theo tên Trung tá Hải quân Theodore Gordon Ellyson (1895-1928), sĩ quan Hải quân Hoa Kỳ đầu tiên trở thành một phi công hải quân.

## Thiết kế và chế tạo
Ellyson được chế tạo tại xưởng tàu của hãng Federal Shipbuilding and Drydock Company ở Kearny, New Jersey. Nó được đặt lườn vào ngày 20 tháng 12 năm 1940; được hạ thủy vào ngày 26 tháng 7 năm 1941, và được đỡ đầu bởi cô Gordon Ellyson, con gái Trung tá Ellyson. Con tàu được cho nhập biên chế cùng Hải quân Hoa Kỳ vào ngày 28 tháng 11 năm 1941, dưới quyền chỉ huy của Thiếu tá Hải quân L. B. Rooney.

## Lịch sử hoạt động

### 1942
Vẫn đang được trang bị hoàn tất khi Hoa Kỳ tham gia chiến tranh, Ellyson nhanh chóng sẵn sàng và bắt đầu tuần tra tại Đại Tây Dương, bảo vệ tàu bè Đồng Minh tại khu vực giữa Halifax, Nova Scotia cho đến Tây Ấn và vùng kênh đào Panama. Vào ngày 14 tháng 1 năm 1942, nó cứu vớt 24 người sống sót từ chiếc tàu Na Uy SS Norness bị đánh chìm. Vào ngày 15 tháng 6, nó trở thành soái hạm của Hải đội Khu trục 10, mà sau này được đổi tên thành Đội quét mìn 20. Sang tháng 8, nó bắt đầu hoạt động cùng Ranger, và đã hộ tống cùng chiếc tàu sân bay trong suốt thời gian diễn ra cuộc đổ bộ lên Fedhala, Maroc vào ngày 8 tháng 11, trong khuôn khổ Chiến dịch Torch. Sau hai tháng hoạt động hộ tống dọc theo vùng bờ Đông, nó lại tham gia cùng Ranger cho hai chuyến đi đến Casablanca vận chuyển máy bay Lục quân sang Bắc Phi.

### 1943
Vào ngày 5 tháng 4 năm 1943, Ellyson đi đến Argentia, Newfoundland, để chuẩn bị được điều động sang phục vụ cùng Hải quân Hoàng gia Anh. Nó lên đường đi sang Anh Quốc vào ngày 12 tháng 5 trong thành phần hộ tống cho các thiết giáp hạm South Dakota và Alabama, và hoạt động cùng Hạm đội Nhà Anh Quốc ngoài khơi Scapa Flow thuộc quần đảo Orkney. Nó làm nhiệm vụ hộ tống các đoàn tàu vận tải, bảo vệ từ xa cho các đoàn tàu Vận tải Bắc Cực đi sang Murmansk, Liên Xô, cũng như tìm cách nhữ cho thiết giáp hạm Tirpitz và các hạm tàu nổi Đức khác ra khỏi các căn cứ an toàn tại Na Uy để chiến đấu ngoài biển khơi. Vào tháng 7, nó tham gia một cuộc tấn công nghi binh vào miền Nam Na Uy nhằm thu hút sự chú ý của quân Đức khỏi hoạt động chủ yếu: Chiến dịch Husky nhằm đổ bộ lực lượng Đồng Minh lên đảo Sicily của Ý.
Quay trở về Norfolk, Virginia vào ngày 9 tháng 8, Ellyson hộ tống cho Iowa trong chuyến đi chạy thử máy của chiếc thiết giáp hạm mới ngoài khơi Argentia, rồi cùng nó quay trở về Norfolk vào ngày 24 tháng 10. Đến ngày 3 tháng 11, chiếc tàu khu trục lên đường trong thành phần hộ tống cho Iowa đưa Tổng thống Franklin D. Roosevelt đi tham dự Hội nghị Teheran. Tiếp tục hộ tống chiếc thiết giáp hạm, nó ghé qua Bahia, Brazil; Freetown, Sierra Leone, Dakar, và Port Royal, South Carolina; trước khi quay trở về Boston, Massachusetts, vào ngày 19 tháng 12.

### 1944
Vào ngày 6 tháng 1 năm 1944, Ellyson một lần nữa tham gia cùng Ranger trong vai trò bảo vệ và canh phòng máy bay cho chiếc tàu sân bay trong vịnh Narragansett. Nó lên đường đi Bắc Phi vào ngày 19 tháng 4, đi đến Oran vào ngày 1 tháng 5. Đến ngày 16 tháng 5, đang khi làm nhiệm vụ tuần tra chống tàu ngầm, nó bắt được tín hiệu sonar của chiếc U-boat U-616, và bước vào một cuộc săn lùng không-biển quyết liệt. Chiếc tàu ngầm đối phương nổi lên lúc 23 giờ 58 phút, để rồi lại nhanh chóng lặn xuống sau một cuộc đấu pháo tay đôi ngắn với tàu khu trục Macomb. Ellyson và Hambleton tiếp tục cuộc tấn công bằng mìn sâu, buộc U-616 lại phải nổi lên lần nữa. Ellyson tiêu diệt nó bằng hải pháo vào sáng ngày 17 tháng 5, trước khi cứu vớt 30 người sống sót.
Ellyson đi đến Plymouth vào ngày 22 tháng 5, thực hiện những chuẩn bị cuối cùng cho Chiến dịch Overlord, cuộc Đổ bộ Normandy. Vào ngày 6 tháng 6, nó hộ tống cho cuộc không kích của tàu sân bay Ranger xuống Pointe de Hoc nhằm tiêu diệt các khẩu đội pháo duyên hải hạng nặng đối phương tại đây. Đến ngày 25 tháng 6, nó tham gia cuộc Bắn phá Cherbourg, phá hủy các khẩu đội pháo, vô hiệu hóa thủy lôi cũng như thả khói ngụy trang cho các đơn vị hạm đội hạng nặng.
Ellyson khởi hành từ Portland vào ngày 29 tháng 6 để tham gia Chiến dịch Dragoon, cuộc đổ bộ của lực lượng Đồng Minh lên miền Nam nước Pháp vào ngày 15 tháng 8. Nó dẫn đầu đội khu trục bắn pháo hỗ trợ ngay phía sau các tàu quét mìn, tiêu diệt các công sự phòng thủ đối phương mở đường cho cuộc đổ bộ. Đang khi tuần tra vào ngày 27 tháng 8, nó chiếu sáng và ngăn chặn một tàu đánh cá nghi ngờ, bắt giữ 50 thủy thủ một tàu ngầm Đức đang tìm cách lẫn trốn. Nó tiếp tục hoạt động tuần tra bảo vệ cho việc đổ bộ lực lượng tăng viện và hỗ trợ cho cuộc tấn công cho đến tháng 10, khi nó lên đường quay trở về Boston, đến nơi vào ngày 8 tháng 11, để được cải biến thành một tàu quét mìn cao tốc. Nó được xếp lại lớp với ký hiệu lườn mới DMS-19 vào ngày 15 tháng 11.

#### 1945
Sau khi được huấn luyện trong vịnh Chesapeake, Ellyson khởi hành từ Norfolk vào ngày 3 tháng 1 năm 1945 để đi sang khu vực Thái Bình Dương. Nó đi đến Okinawa vào ngày 24 tháng 3 cùng phần còn lại của hải đội để càn quét chuẩn bị trước cuộc đổ bộ lên hòn đảo này. Sau đợt bắn phá chuẩn bị, nó hỗ trợ các tàu quét mìn nhỏ hơn rà quét các lối tiếp cận bãi đổ bộ và khu vực cảng bên trong. Sau cuộc đổ bộ ban đầu vào ngày 1 tháng 4, nó làm nhiệm vụ cột mốc radar. Những nhiệm vụ khác nhau và nguy hiểm được bố trí cho hải đội của nó trong suốt Chiến dịch Okinawa đã gây những tổn thất lớn lao, nên chỉ có ba trong 12 chiếc thuộc hải đội còn tiếp tục chiến đấu ba tháng sau đó. Vào ngày 6 tháng 4, nó đã đi đến trợ giúp cho tàu chị em Emmons; tìm cách kéo con tàu bị bỏ lại sau khi bị máy bay tấn công cảm tử kamikaze đánh trúng. Tuy nhiên, những đám cháy và mối nguy cơ bị nổ hầm đạn đã khiến nó buộc phải đánh đắm Emmons hư hại nặng vào sáng sớm ngày 7 tháng 4, tránh cho con tàu khỏi trôi dạt về phía Ie Shima do quân Nhật kiểm soát. Bản thân Ellyson cũng nhiều lần bị tấn công và bắn trúng một số máy bay đối phương.
Đến tháng 7, Ellyson trở thành soái hạm của đội đặc nhiệm quét mìn tại biển Hoa Đông. Khi xung đột kết thúc, nó gia nhập Đệ Tam hạm đội tại vịnh Tokyo, làm nhiệmm vụ quét mìn mở đường cho tàu bè của lực lượng chiếm đóng. Đến tháng 9, nó quay trở lại Okinawa, và từ căn cứ của nó tại vịnh Buckner đã chỉ huy việc quét mìn vùng biển nội địa Nhật Bản. Nó rời Viễn Đông vào ngày 5 tháng 12 để quay trở về Norfolk, đến nơi vào ngày 5 tháng 1 năm 1946.

### Sau chiến tranh

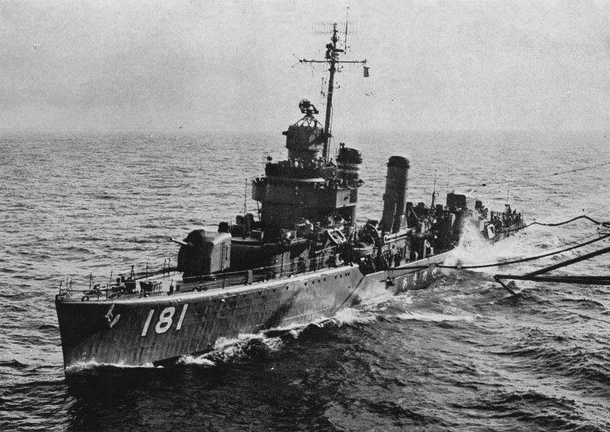
Tàu khu trục Asakaze (DD-181) trên đường đi, năm 1959.

Ellyson tiếp tục ở lại khu vực Đại Tây Dương, chủ yếu đặt căn cứ tại Charleston, South Carolina cho các hoạt động huấn luyện xa đến tận vùng biển Caribe. Vào năm 1948, nó tạm dừng hoạt động tại Charleston, nhưng lại hoạt động trở lại vào tháng 11, khi nó lên đường đi Argentia làm nhiệm vụ quét mìn cho các cuộc thực tập đổ bộ. Được phối thuộc cùng Lực lượng Quét mìn Hạm đội Đại Tây Dương, nó tiếp tục hoạt động từ Charleston trong nhiệm vụ huấn luyện dọc theo vùng bờ Đông và vùng biển Caribe. Nó phục vụ tại Địa Trung Hải cùng Đệ Lục hạm đội trong những năm 1949, 1951 và 1953. Vào ngày 4 tháng 5 năm 1954, nó được xếp lại lớp như một tàu khu trục với ký hiệu lườn DD-454.
Ellyson được cho xuất biên chế vào ngày 19 tháng 10 năm 1954 và được chuyển cho Chính phủ Nhật Bản vào ngày 20 tháng 10 năm 1954 trong khuôn khổ Chương trình Hỗ trợ Phòng thủ Tương hỗ. Nó phục vụ cùng Lực lượng Phòng vệ biển Nhật Bản như là chiếc JDS Asakaze (DD-181) .
Vào năm 1970, con tàu được hoàn trả cho Hoa Kỳ, rồi được bán cho Đài Loan, nơi nó được tháo dỡ để lấy đồ phụ tùng.

## Phần thưởng
Ellyson được tặng thưởng bảy Ngôi sao Chiến trận do thành tích phục vụ trong Thế Chiến II.